# Trachelas coreanus
Trachelas coreanus är en spindelart som beskrevs av Paik 1991. Trachelas coreanus ingår i släktet Trachelas och familjen flinkspindlar. Inga underarter finns listade i Catalogue of Life.